# Ignacio Uribe
Pour les articles homonymes, voir Uribe.
Ignacio Uribe Etxebarria est un footballeur espagnol né le 27 décembre 1933 à Bilbao en Espagne. Il jouait au poste d'attaquant, principalement pour l'Athletic Bilbao.

## Biographie
Né à Bilbao dans une famille de footballeurs, Ignacio Uribe est le fils de Luis María de Uribe, ancien joueur du Real Madrid et de l'Athletic Bilbao. Il commence sa carrière professionnelle au SD Indautxu avant de rejoindre l'Athletic Bilbao en 1953,.
Il fait ses débuts en première division espagnole le 20 septembre 1953 lors d'une défaite 2-3 contre le Real Madrid. Avec Bilbao, il est sacré Champion d'Espagne lors de la saison 1955-1956. En plus de son titre en championnat, Uribe contribue à la conquête de trois Copa del Generalísimo, inscrivant notamment le but décisif lors de la finale de 1955 contre Séville,.
En compétitions européennes, il dispute 3 matchs pour 2 buts marqués lors de l'édition 1956-1957 de la Coupe des clubs champions.
Après une carrière marquée par ses performances régulières, Ignacio Uribe prend sa retraite du football en 1963, à l'âge de 29 ans, avec un total de 174 matchs et 57 buts pour Bilbao en première division espagnole,.

## Palmarès
Athletic Bilbao
- Championnat d'Espagne :
  - Champion : 1955-56.

- Copa del Generalísimo :
  - Vainqueur : 1955, 1956, 1958.

- Coupe latine :
  - Finaliste : 1956.